# Войкуляса
Войкуляса (рум. Voiculeasa) — село у повіті Вилча в Румунії. Входить до складу комуни Глевіле.
Село розташоване на відстані 163 км на захід від Бухареста, 39 км на південний захід від Римніку-Вилчі, 58 км на північний схід від Крайови.

## Населення
За даними перепису населення 2002 року у селі проживали 94 особи, усі — румуни. Усі жителі села рідною мовою назвали румунську.